# Stephanus du Plessis
Stephanus du Plessis (Stephanus Johannes „Fanie“ du Plessis; * 23. Februar 1930 in Lichtenburg; † 13. August 2001 in Pretoria) war ein südafrikanischer Diskuswerfer und Kugelstoßer.
1954 gewann er bei den British Empire and Commonwealth Games in Vancouver Gold im Diskuswurf und Bronze im Kugelstoßen. Bei den Olympischen Spielen 1956 in Melbourne kam er auf den 13. Platz im Diskuswurf.
Ebenfalls im Diskuswurf verteidigte er bei den British Empire and Commonwealth Games 1958 in Cardiff seinen Titel und schied bei den Olympischen Spielen 1960 in Rom in der Qualifikation aus.
Seine persönliche Bestleistung im Diskuswurf von 56,33 m stellte er am 30. März 1959 in Durban auf.